# 좋아하는 사람이 있다는 것
《좋아하는 사람이 있다는 것》(일본어: 好きな人がいること)은 후지 TV 계열의 〈게츠쿠〉 시간대에서 2016년 7월 11일부터 9월 19일까지 방송된 일본의 텔레비전 드라마이다. 주연은 키리타니 미레이.

## 캐스트

### 주요 인물
- 사쿠라이 미사키 - 키리타니 미레이
- 시바사키 카나타(차남) - 야마자키 켄토
- 시바사키 치아키(장남) - 미우라 쇼헤이
- 시바사키 토마(막내) - 노무라 슈헤이

### 그 외
- 타카츠키 카에데 - 나나오
- 니시지마 마나미 - 오오하라 사쿠라코
- 히무라 노부유키 - 하마노 켄타
- 오쿠다 미카코 - 사노 히나코
- 니노미야 후카 - 이이토요 마리에
- 히가시무라 료 - 요시다 코타로

### 게스트
제2화
- 신랑 - 마에노 토모야
- 새댁 - 마츠모토 마리카

제3화
- 수족관 직원 - 무라카미 타케시 (프루츠 펀치)
- 엑스트라 - 후지타 니콜
- 엑스트라 - 타케다 레이나
- 엑스트라 - 이노우에 소노코

제4화
- 치아키의 동급생 - 이리노 미유

제6·8 ~ 9화
- 오오하시 나오미 - 이케하타 레이나

제7화
- 니시지마 나기사 - 콘노 마히루

최종화
- 요시오카 준 - 강지영

## 스태프
- 각본 - 쿠와무라 사야카
- 음악 - 세부 히로코
- 주제가 - JY 〈좋아하는 사람이 있다는 것〉 (소니 뮤직 레코드)
- 프로듀스 - 후지노 료타
- 연출 - 카나이 히로시, 타나카 료, 모리와키 토모노부
- 제작 - 후지 TV 드라마 제작 센터

## 방송 일자
| 각 화                                                      | 방송일          | 부제                     | 연출          | 시청률 |
| ---------------------------------------------------------- | --------------- | ------------------------ | ------------- | ------ |
| 제1화                                                      | 2016년 7월 11일 | 최고의 재회, 최저의 만남 | 카나이 히로시 | 10.1%  |
| 제2화                                                      | 7월 18일        | 최고의 포상              | 카나이 히로시 | 10.4%  |
| 제3화                                                      | 7월 25일        | 좋아해요                 | 카나이 히로시 | 8.7%   |
| 제4화                                                      | 8월 1일         | 격해지는 마음            | 카나이 히로시 | 9.5%   |
| 제5화                                                      | 8월 8일         | 고백                     | 카나이 히로시 | 8.4%   |
| 제6화                                                      | 8월 15일        | 그의 진실                | 카나이 히로시 | 8.3%   |
| 제7화                                                      | 8월 29일        | 너의 곁에 있고 싶어      | 카나이 히로시 | 8.2%   |
| 제8화                                                      | 9월 5일         | 운명의 밤                | 카나이 히로시 | 7.7%   |
| 제9화                                                      | 9월 12일        | KISS                     | 카나이 히로시 | 9.4%   |
| 최종화                                                     | 9월 19일        | 그것뿐.                  | 카나이 히로시 | 8.4%   |
| 평균 시청률 8.9% (시청률은 칸토 지구·비디오 리서치사 조사) |                 |                          |               |        |

- 첫회 15분 확대.
- 8월 22일은 리우데자네이루 올림픽 총집편 방송으로 휴지.

## 관련 작품

### 스핀오프 드라마

#### 좋아하는 사람이 있다는 것~사마사마 큥큥 대작전~
본작의 스핀오프 드라마 〈좋아하는 사람이 있다는 것~사마사마 큥큥 대작전~〉은 2016년 7월 20일부터 후지 TV 온 디맨드로 전달된다.
캐스트
- 니콜 - 후지타 니콜
- 타케다 레이나 - 타케다 레이나
- 이노우에 소노코 - 이노우에 소노코

스태프
- 각본 - 요시다 에리카
- 프로듀스 - 지노 료타
- 연출 - 타나카 아키라, 키무라 히로시
- 제작 - 후지 TV 드라마 제작 센터

#### 좋아하는 사람이 있다는 것 in 타이완
본작의 스핀오프 드라마 〈좋아하는 사람이 있다는 것 in 타이완〉(가제, 타이완: 심유소속 (중국어 간체자: 心有所属, 정체자: 心有所屬, 병음: Xīn yǒu suǒ shǔ 신유쒀수[*]))은 2016년 11월 중순부터 후지 TV 온 디맨드로 전달된다.
캐스트
- 시바사키 토마 - 노무라 슈헤이
- 페이 (菲) - 원위페이(중국어판) (文雨非)
- 테츠 - Teddy (SpeXial)
- 토니 - 추하오치(중국어판) (邱昊奇)
- 루루 - 위팅(중국어판) (雨婷, A'N'D(중국어판))

스태프
- 각본 - 오키타 하루카
- 프로듀스 - 쿠보타 사토시, 후지노 료타, 풍가서(중국어판) (馮家瑞, 코믹 프로덕션)
- 제작 - 후지 TV 드라마 제작 센터
- 제작 협력 - WAKUWAKU JAPAN, 코믹 프로덕션 (타이완)

### 만화
좋아하는 사람이 있다는 것~seventeen~
- 사코 와타리 만화화로 디저트 2016년 9월호 (2016년 7월 23일 발매) 별책 부록에 수록[14].

### 소설
좋아하는 사람이 있다는 것 노벨
LINE 노벨에서 2016년 7월 11일부터 연재되고 있는 드라마의 각본을 바탕으로 한 소설.
좋아하는 사람이 있다는 것 (상) (하)
후소샤 분코에서 발매된 모모세 시노부에 의한 노벨라이즈.
1. 좋아하는 사람이 있다는 것 (상) 2016년 8월 29일 발매 ISBN 978-4-59-407539-2
2. 좋아하는 사람이 있다는 것 (하) 2016년 9월 22일 발매 ISBN 978-4-59-407540-8